# ミネルヴァとしてのアンヌ・ドートリッシュの寓意的肖像
『ミネルヴァとしてのアンヌ・ドートリッシュの寓意的肖像』（ミネルヴァとしてのアンヌ・ドートリッシュのぐういてきしょうぞう、露: Аллегорический портрет Анны Австрийской в образе Минервы、英: Allegorical Portrait of Anna of Austria as Minerva）は、17世紀フランスの画家シモン・ヴーエが1640年代初期にキャンバス上に油彩で制作した肖像画である。フランス王妃アンヌ・ドートリッシュをミネルヴァに扮した姿で寓意的に表している。作品は1931年以来、サンクトペテルブルクのエルミタージュ美術館に所蔵されている。

## 作品
13年間ローマに住んだヴーエは、カラヴァッジョやヴェネツィア派の影響を受け、フランスにバロック様式を伝えた画家である。フランスに帰国した後は、ルイ13世の首席宮廷画家として実権を握り、フランス画壇を半世紀近く支配することになった絵画の新しい潮流を生み出した。その作品の魅力は、やわらかな中間色の色彩の美しさにある。イタリア・バロック風の豪華な道具立てと構図の中に認められる、その艶やかな色彩感覚はきわめてフランス的である。
ヴーエは壮大な祝祭的作品を創造しようとしたが、それはミネルヴァを表した本作にも見て取れる。ミネルヴァは古代ローマの賢明の女神で、同時に平和の擁護者、芸術と科学の守護者でもある。とはいえ、この絵画は、実際にはルイ13世の王妃で、若きルイ14世の摂政となったアンヌ・ドートリッシュの肖像である。画面には、ミネルヴァのアトリビュート (人物を特定する事物) が見られる。すなわち、メドゥーサの顔のある腰巻、盾と兜、賢明の象徴としてのフクロウ、ラテン語の銘文「Nullum numen abest (彼女にはすべての力がある)」 (ユウェナリス『風刺詩集』 10巻363節) である。
この絵画は、1643年に起きた出来事を想起させるものとなっている。ルイ13世の遺言によれば、ルイ14世の幼少時代の摂政であったアンヌの権力は評議会により制限されたが、彼女はマザラン枢機卿の援助によりその制限を打ち破り、全権力を得ることになった。作品の構図は記念碑的で、大きな形態と明るい色彩はその装飾的特徴を強調している。宮殿の内部を飾るように意図された本作は、当時の王室や貴族の館に掛けられていた絵画がどのようなものであったかを示している。